# Louis Grojnowski
Pour les articles homonymes, voir Gronowski.
Louis Grojnowki, de son vrai prénom Lajb, parfois orthographié Gronowski, né en 1904 à Radziejów (Pologne) et mort en avril 1987, est un ancien responsable de la section juive de la Main-d'œuvre immigrée (MOI), en France, et membre du triangle de direction de cette MOI dans la clandestinité, pendant la Seconde Guerre mondiale.

## Biographie
Lajb  Grojnowski est né en 1904, fils d'un petit commerçant juif ruiné de la petite ville de Radziejów en Couïavie-Poméranie. À la mort de son père, en 1917, il doit interrompre ses études et travaille comme instituteur, puis dans la boutique que sa mère avait ouverte à Włocławek et dans une quincaillerie. En 1921, il rejoint les Jeunesses communistes dont il devient un ardent militant, ce qui lui vaut d'être arrêté en 1923 et emprisonné pendant dix-huit mois. À sa sortie de prison, il essaye de partir à l'étranger, mais il est contraint d'effectuer son service militaire jusqu'en 1929. Revenu à la vie civile, il reprend des responsabilités aux Jeunesses communistes, mais ne pouvant pas trouver de travail, il obtient du Parti communiste polonais l'autorisation de partir à l'étranger.
Après un court passage en Belgique, à Anvers et Liège, il arrive finalement à Paris en décembre 1929 et trouve du travail dans le restaurant coopératif « La Famille nouvelle » tout en restant en étroit contact avec les communistes juifs organisés dans le cadre de la Main-d'œuvre immigrée (MOI). Le chômage le contraint à partir treize mois en Province, avant de revenir en Région parisienne où il travaille à Courbevoie, dans un atelier de polissage. Selon les règles de la MOI, il milite aussi dans une structure du Parti communiste français au XVe rayon au sein duquel il devient responsable du sous-rayon de Nanterre. Très vite, en 1931, il redevient chômeur et animateur d'un comité de chômeurs. En même temps, au sein de la section juive de la MOI, il est responsable du journal yiddish Vérité, un poste suffisamment élevé dans la hiérarchie de l'Internationale communiste pour être envoyé dans un sanatorium de l'URSS se faire soigner d'une tuberculose. À son retour en France, en 1936, il participe à l'organisation du Congrès mondial de la Kultur yiddisch.
À la fin de 1938, il est amené à succéder à Giulio Ceretti à la tête de la MOI où il doit faire face à la Retirada avec l'afflux des réfugiés espagnols qui s'ajoutent aux réfugiés politiques venus d'Allemagne ou d'Autriche depuis 1933.
Dans ses mémoires, il racontera son déchirement intérieur au moment du Pacte germano-soviétique en août 1939, ce qui ne l'empêche pas de rester fidèle au Parti malgré la coupure de contact avec la direction du Parti plongée dans la clandestinité et qui se méfie des risques d'infiltrations policières au sein de la MOI. Tout comme son camarade Adam Rayski qui lui avait succédé à la tête de la section juive ou de Joseph Epstein, autre juif polonais qui occupera d'importantes responsabilités dans la direction des FTP de la région parisienne, Grojnowski s'engage dans l'Armée franco-polonaise mais sera vite réformé à cause de son pneumothorax. Après la défaite, il retrouve le contact avec la direction du Parti par l'intermédiaire de Maurice Tréand qui le confirme dans ses responsabilités à la tête de la MOI, dans un triangle de direction où il est assisté de Jacques Kaminski et Artur London, ce dernier étant remplacé par Victor Vlassilichi alis Blajek. À l'été 1940, il s'évade du camp d'internement de Saint-Cyprien (Pyrénées-Orientales) en compagnie de deux camarades résistants germanophones. Jusqu'à la fin de l'Occupation, Grojnowki aura un contact ininterrompu avec Jacques Duclos, par l'intermédiaire de Mounette Dutilleul jusqu'en mai 1941. Il a quelques contacts directs avec Auguste Lecoeur. Grojnowski était également le contact de certains agents des services soviétiques, notamment « Harry » Robinson et Léopold Trepper qu'il put mettre en contact avec Duclos lorsque l'Orchestre rouge perdit sa communication radio avec Moscou et dut recourir au moyens techniques du Parti français.
Sous le pseudonyme de « Bruno », Grojnowski assure la direction de la MOI et remet en novembre 1941 le manuscrit d'une brochure de 80 pages intitulée L’antisémitisme, le racisme, la question juive qui fut largement diffusé. Il partage avec le comité militaire des FTP le contrôle de la branche armée de la MOI, les FTP MOI, créés en 1942. Cela lui vaut d'être particulièrement recherché. En décembre 1943, le traître Joseph Dawidowicz interrogé par Boris Holban aurait déclaré que la cible des policiers était Grojnowski par qui ils auraient pu remonter jusqu'à la direction du Parti. Durant cette période de l'occupation, Grojnowski supervise également les activités de renseignement du Travail allemand.
En 1949, Louis Grojnowski retourne en Pologne où il est intégré à la section de propagande auprès du Comité central. Il reviendra après la campagne antisémite de 1968.

## Ouvrages autobiographiques
- Louis Gronowski Brunot, Le dernier grand soir, Un Juif de Pologne, Éditions du Seuil, 1980, 288 p.  (ISBN 2-02-005683-6)